# Bessy
Pour les articles homonymes, voir Bessy (homonymie).
Bessy est une commune française, située dans le département de l'Aube en région Grand Est.

## Géographie
| Plancy-l'Abbaye |             | Viâpres-le-Petit  |
| Rhèges          | Bessy       | Pouan-les-Vallées |
|                 | Prémierfait |                   |

Le cadastre de 1811 rencense plusieurs écarts : la source du Pel, Saint-Nicolas. Le nom du village est cité Basseio en 1152.

### Hydrographie
La commune est dans la région hydrographique « la Seine de sa source au confluent de l'Oise (exclu) » au sein du bassin Seine-Normandie. Elle est drainée par la Barbuise, un bras de la Barbuise, un bras de la Barbuise, le cours d'eau 02 du Bois des Dames, le Fossé 03 des Grèves et divers autres petits cours d'eau,.
La Barbuise, d'une longueur de 36 km, prend sa source dans la commune de Luyères et se jette  dans l'Aube à Charny-le-Bachot, après avoir traversé douze communes.

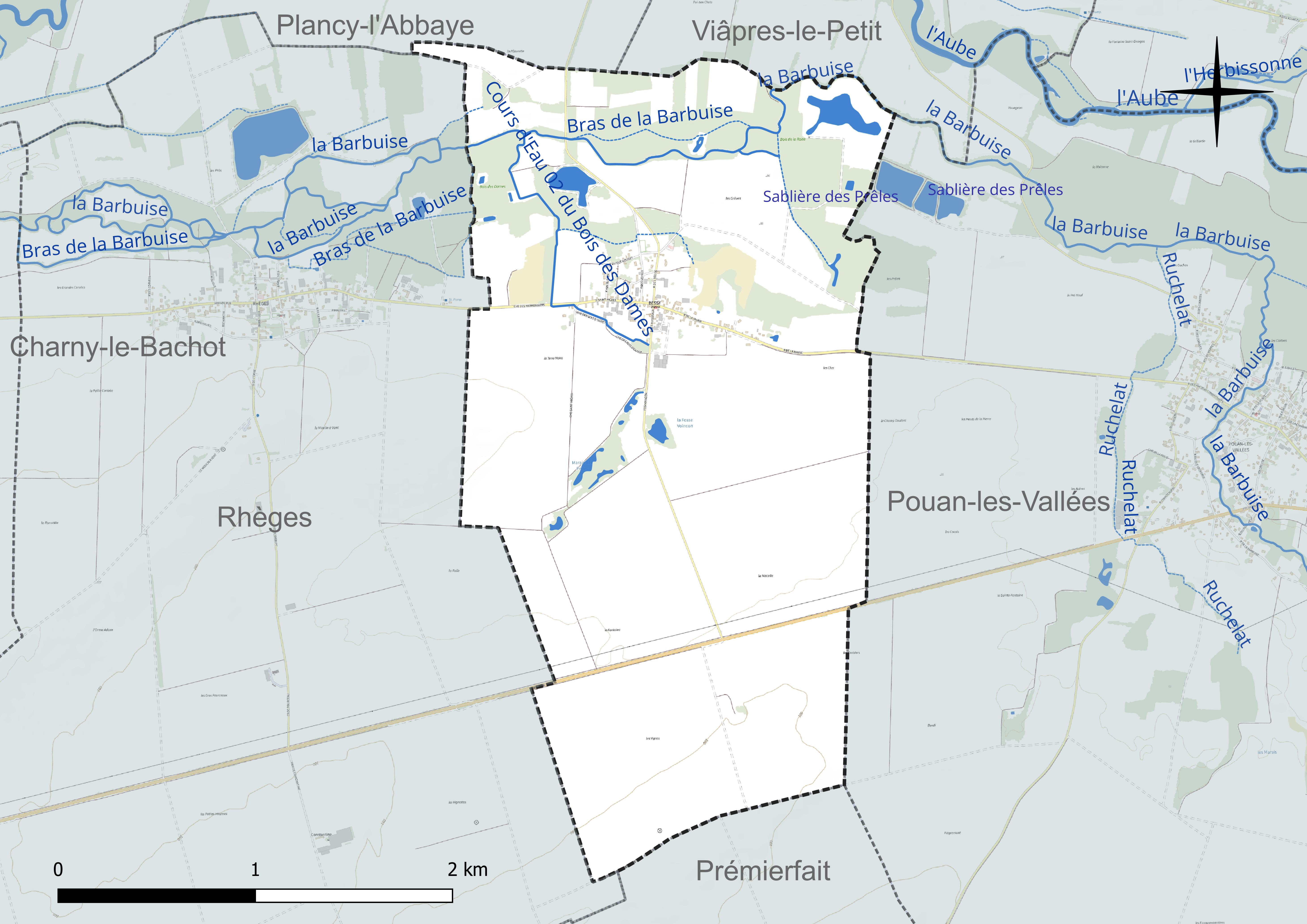
Réseau hydrographique de Bessy.

Un plan d'eau complète le réseau hydrographique : le plan d'eau du Bois des Dames (2,4 ha),.

### Climat
Pour des articles plus généraux, voir Climat du Grand Est et Climat de l'Aube.
En 2010, le climat de la commune est de type climat océanique dégradé des plaines du Centre et du Nord, selon une étude du Centre national de la recherche scientifique s'appuyant sur une série de données couvrant la période 1971-2000. En 2020, Météo-France publie une typologie des climats de la France métropolitaine dans laquelle la commune est exposée à un climat océanique altéré et est dans la région climatique Nord-est du bassin Parisien, caractérisée par un ensoleillement médiocre, une pluviométrie moyenne régulièrement répartie au cours de l’année et un hiver froid (3 °C).
Pour la période 1971-2000, la température annuelle moyenne est de 10,6 °C, avec une amplitude thermique annuelle de 15,7 °C. Le cumul annuel moyen de précipitations est de 692 mm, avec 11,1 jours de précipitations en janvier et 7,6 jours en juillet. Pour la période 1991-2020, la température moyenne annuelle observée sur la station météorologique de Météo-France la plus proche, « Dosnon », sur la commune de Dosnon à 17 km à vol d'oiseau, est de 11,0 °C et le cumul annuel moyen de précipitations est de 698,3 mm. 
La température maximale relevée sur cette station est de 41,6 °C, atteinte le 25 juillet 2019 ; la température minimale est de −25,8 °C, atteinte le 14 février 1956,,.
Les paramètres climatiques de la commune ont été estimés pour le milieu du siècle (2041-2070) selon différents scénarios d'émission de gaz à effet de serre à partir des nouvelles projections climatiques de référence DRIAS-2020. Ils sont consultables sur un site dédié publié par Météo-France en novembre 2022.

## Urbanisme

### Typologie
Au 1er janvier 2024, Bessy est catégorisée commune rurale à habitat dispersé, selon la nouvelle grille communale de densité à 7 niveaux définie par l'Insee en 2022.
Elle est située hors unité urbaine. Par ailleurs la commune fait partie de l'aire d'attraction de Troyes, dont elle est une commune de la couronne,. Cette aire, qui regroupe 209 communes, est catégorisée dans les aires de 200 000 à moins de 700 000 habitants,.

### Occupation des sols
L'occupation des sols de la commune, telle qu'elle ressort de la base de données européenne d’occupation biophysique des sols Corine Land Cover (CLC), est marquée par l'importance des territoires agricoles (78,2 % en 2018), une proportion identique à celle de 1990 (78,2 %). La répartition détaillée en 2018 est la suivante : 
terres arables (78,2 %), forêts (18,1 %), zones urbanisées (3,7 %). L'évolution de l’occupation des sols de la commune et de ses infrastructures peut être observée sur les différentes représentations cartographiques du territoire : la carte de Cassini (XVIIIe siècle), la carte d'état-major (1820-1866) et les cartes ou photos aériennes de l'IGN pour la période actuelle (1950 à aujourd'hui).

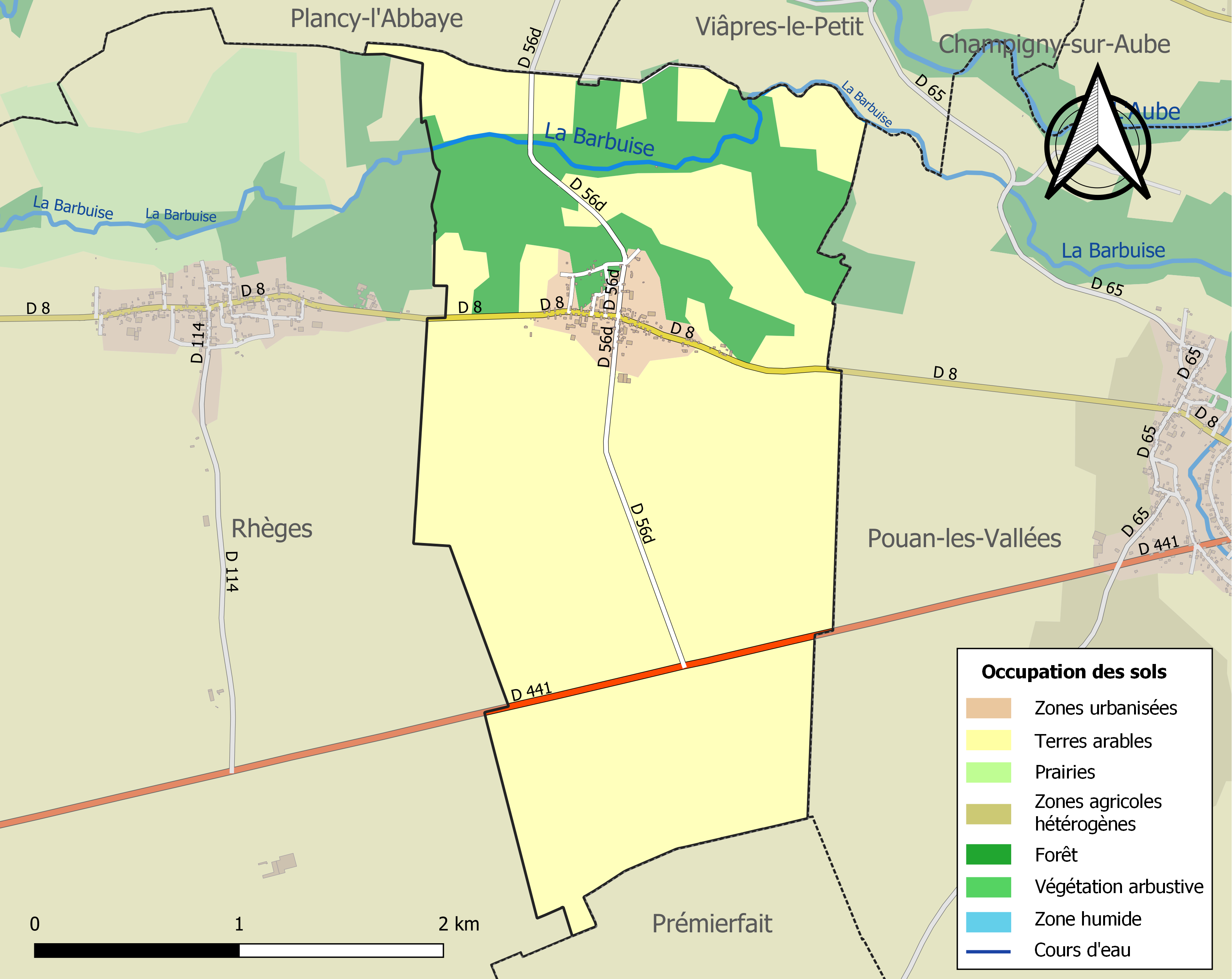
Carte des infrastructures et de l'occupation des sols de la commune en 2018 (CLC).

## Toponymie
Signification : bois de bouleaux.

## Histoire
Des traces d'habitation romaine furent trouvées sur le territoire.
Des sieurs de Bessy étaient connus en 1229, Geoffroi était écuyer.
En 1789, le village relevait de l'intendance et la généralité de Châlons-sur-Marne, de l'élection et du bailliage de Troyes et du bailliage secondaire de Méry.

## Politique et administration
| Période                                  | Période  | Identité                                        | Étiquette | Qualité     |
| ---------------------------------------- | -------- | ----------------------------------------------- | --------- | ----------- |
| 1793                                     | ?        | Abraham Clément                                 |           |             |
| 5 juin 1816                              |          | Pierre Danton                                   |           |             |
| 27 janvier 1829                          |          | Paul Laurent Mérat                              |           |             |
| 29 avril 1859                            |          | Prudent Simonot                                 |           |             |
| mars 2001                                | 2014     | Nicole Simon-Rivrain                            |           |             |
| mars 2014                                | En cours | Jean-Marc Thomas Réélu pour le mandat 2020-2026 | LR        | Agriculteur |
| Les données manquantes sont à compléter. |          |                                                 |           |             |

## Démographie
L'évolution du nombre d'habitants est connue à travers les recensements de la population effectués dans la commune depuis 1793. Pour les communes de moins de 10 000 habitants, une enquête de recensement portant sur toute la population est réalisée tous les cinq ans, les populations de référence des années intermédiaires étant quant à elles estimées par interpolation ou extrapolation. Pour la commune, le premier recensement exhaustif entrant dans le cadre du nouveau dispositif a été réalisé en 2005.

En 2022, la commune comptait 114 habitants, en évolution de −17,99 % par rapport à 2016 (Aube : +0,7 %, France hors Mayotte : +2,11 %).
| 1793 | 1800 | 1806 | 1821 | 1831 | 1836 | 1841 | 1846 | 1851 |
| ---- | ---- | ---- | ---- | ---- | ---- | ---- | ---- | ---- |
| 204  | 223  | 223  | 255  | 256  | 247  | 255  | 263  | 268  |

| 1856 | 1861 | 1866 | 1872 | 1876 | 1881 | 1886 | 1891 | 1896 |
| ---- | ---- | ---- | ---- | ---- | ---- | ---- | ---- | ---- |
| 280  | 285  | 275  | 242  | 242  | 228  | 220  | 202  | 198  |

| 1901 | 1906 | 1911 | 1921 | 1926 | 1931 | 1936 | 1946 | 1954 |
| ---- | ---- | ---- | ---- | ---- | ---- | ---- | ---- | ---- |
| 184  | 188  | 176  | 154  | 142  | 141  | 142  | 107  | 123  |

| 1962 | 1968 | 1990 | 1999 | 2005 | 2006 | 2010 | 2015 | 2020 |
| ---- | ---- | ---- | ---- | ---- | ---- | ---- | ---- | ---- |
| 114  | 115  | 105  | 122  | 130  | 131  | 130  | 138  | 121  |

| 2022 | - | - | - | - | - | - | - | - |
| ---- | - | - | - | - | - | - | - | - |
| 114  | - | - | - | - | - | - | - | - |

## Lieux et monuments
L'église sous le vocable de Saint-Michel date du XIIe siècle et dépend du doyenné d'Arcis. Son chevet et une partie du transept sont les plus anciens, du XVIe siècle pour le reste.

## Personnalités liées à la commune
Le romancier Gabriel Maurière - de son vrai nom Henri Legrand - naquit à Bessy, dans la maison d'école, le 6 octobre 1873. Son père, Philéas Legrand, était instituteur dans la commune jusque vers 1880, date à laquelle la famille Legrand s'installera à Charmont.